# Емили Џулс Чемберс
Емили Чемберс, познатија као Џулс, је измишљени лик из америчке телевизијске серије „Три Хил“ кога игра манекенка и глумица Марија Менунос. Џулс се појављује само у другој сезони серије, као потенцијални купац аутомобила у Деновом салону, али ће се касније испоставити да је она у ствари девојка коју је Ден потплатио како би завела његовог брата Кита, а потом га оставила на венчању пред олтаром.